# كيف كريك (أريزونا)
كيف كريك (بالإنجليزية: Cave Creek, Arizona)‏ هي بلدة تقع في مقاطعة ماريكوبا، أريزونا بولاية اريزونا في الولايات المتحدة. تبلغ مساحتها 73.1 (كم²)، وترتفع عن سطح البحر 648 م، بلغ عدد سكانها 5120 نسمة في عام 2007 حسب إحصاء مكتب تعداد الولايات المتحدة وتصل الكثافة السكانية 70 مليون نسمة/كم2.

## التركيبة السكانية
حدّد مكتب تعداد الولايات المتحدة بيانات التركيبة السكانية لكيف كريك في تعداد الولايات المتحدة. في ما يلي، التركيبة السكانية حسب تعدادي 2000 و2010.

### تعداد عام 2000
بلغ عدد سكان كيف كريك 3,728 نسمة بحسب تعداد عام 2000، وبلغ عدد الأسر 1,571 أسرة وعدد العائلات 1,101 عائلة مقيمة في البلدة. في حين سجلت الكثافة السكانية 38.2 نسمة لكل كيلومتر مربع (98.9/ميل2). وبلغ عدد الوحدات السكنية 1,753 وحدة بمتوسط كثافة قدره 17.9 لكل كيلومتر مربع (46.4/ميل2).
وتوزع التركيب العرقي للبلدة بنسبة 94.98% من البيض و0.30% من الأمريكيين الأفارقة و0.19% من الأمريكيين الأصليين و0.43% من الأمريكيين ذوي الأصول الآسيوية و0.05% من سكان جزر المحيط الهادئ و2.60% من الأعراق الأخرى و1.45% من عرقين مختلطين أو أكثر و7.05% من الهسبانيون أو اللاتينيون من أي عرق.
بلغ عدد الأسر 1,571 أسرة كانت نسبة 28.8% منها لديها أطفال تحت سن الثامنة عشر تعيش معهم، وبلغت نسبة الأزواج القاطنين مع بعضهم البعض 59% من أصل المجموع الكلي للأسر، ونسبة 7.4% من الأسر كان لديها معيلات من الإناث دون وجود شريك،  بينما كانت نسبة 3.7% من الأسر لديها معيلون من الذكور دون وجود شريكة وكانت نسبة 29.9% من غير العائلات. تألفت نسبة 24.3% من أصل جميع الأسر من عدة أفراد يعيشون في نفس المنزل ونسبة 6.2% كانت تتألف من شخص يعيش بمفرده يبلغ من العمر 65 عاماً أو أكثر. وبلغ متوسط حجم الأسرة المعيشية 2.37، أما متوسط حجم العائلات فبلغ 2.80.
بلغ العمر الوسطي للسكان 44.7 عاماً. وكانت نسبة 20.9% من القاطنين تحت سن الثامنة عشر، وكانت نسبة 5.5% بين الثامنة عشر والرابعة والعشرين عاماً، ونسبة 24.2% كانت واقعةً في الفئة العمرية ما بين الخامسة والعشرين والرابعة والأربعين عاماً، ونسبة 36.1% كانت ما بين الخامسة والأربعين والرابعة والستين، ونسبة 13.3% كانت ضمن فئة الخامسة والستين عاماً فما فوق. يوجد لكل 100 أنثى 100.1 ذكر، ويوجد لكل 100 أنثى في الثامنة عشر من عمرها فما فوق 97.5 ذكر.
بلغ متوسط دخل الأسرة في البلدة 59,938 دولارًا، أما متوسط دخل العائلة فبلغ 76,549 دولارًا. وكان متوسط دخل الذكور 50,399 دولارًا مقابل 31,607 دولارًا للإناث. وسجل دخل الفرد الخاص بالبلدة 38,070 دولارًا. وكانت نسبة 6% من العائلات ونسبة 7.7% من السكان تحت خط الفقر، وكان من هؤلاء نسبة 12.8% تحت سن الثامنة عشر ونسبة 7.3% في الخامسة والستين من العمر وما فوق.

### تعداد عام 2010
بلغ عدد سكان كيف كريك 5,015 نسمة بحسب تعداد عام 2010، وبلغ عدد الأسر 2,150 أسرة وعدد العائلات 1,527 عائلة مقيمة في البلدة. في حين سجلت الكثافة السكانية 51.3 نسمة لكل كيلومتر مربع (132.9/ميل2). وبلغ عدد الوحدات السكنية 2,579 وحدة بمتوسط كثافة قدره 26.4 لكل كيلومتر مربع (68.4/ميل2).
وتوزع التركيب العرقي للبلدة بنسبة 93.68% من البيض و0.72% من الأمريكيين الأفارقة و0.50% من الأمريكيين الأصليين و0.82% من الأمريكيين ذوي الأصول الآسيوية و0.08% من سكان جزر المحيط الهادئ و3.09% من الأعراق الأخرى و1.12% من عرقين مختلطين أو أكثر و8.14% من الهسبانيون أو اللاتينيون من أي عرق.
بلغ عدد الأسر 2,150 أسرة كانت نسبة 22.3% منها لديها أطفال تحت سن الثامنة عشر تعيش معهم، وبلغت نسبة الأزواج القاطنين مع بعضهم البعض 60.8% من أصل المجموع الكلي للأسر، ونسبة 6.7% من الأسر كان لديها معيلات من الإناث دون وجود شريك،  بينما كانت نسبة 3.5% من الأسر لديها معيلون من الذكور دون وجود شريكة وكانت نسبة 29% من غير العائلات. تألفت نسبة 22.2% من أصل جميع الأسر من عدة أفراد يعيشون في نفس المنزل ونسبة 6.7% كانت تتألف من شخص يعيش بمفرده يبلغ من العمر 65 عاماً أو أكثر. وبلغ متوسط حجم الأسرة المعيشية 2.33، أما متوسط حجم العائلات فبلغ 2.71.
بلغ العمر الوسطي للسكان 51.2 عاماً. وكانت نسبة 16.4% من القاطنين تحت سن الثامنة عشر، وكانت نسبة 5.2% بين الثامنة عشر والرابعة والعشرين عاماً، ونسبة 16.3% كانت واقعةً في الفئة العمرية ما بين الخامسة والعشرين والرابعة والأربعين عاماً، ونسبة 43.8% كانت ما بين الخامسة والأربعين والرابعة والستين، ونسبة 18.4% كانت ضمن فئة الخامسة والستين عاماً فما فوق. وتوزع التركيب الجنسي للسكان بنسبة 49.3% ذكور و50.7% إناث.

## معرض صور

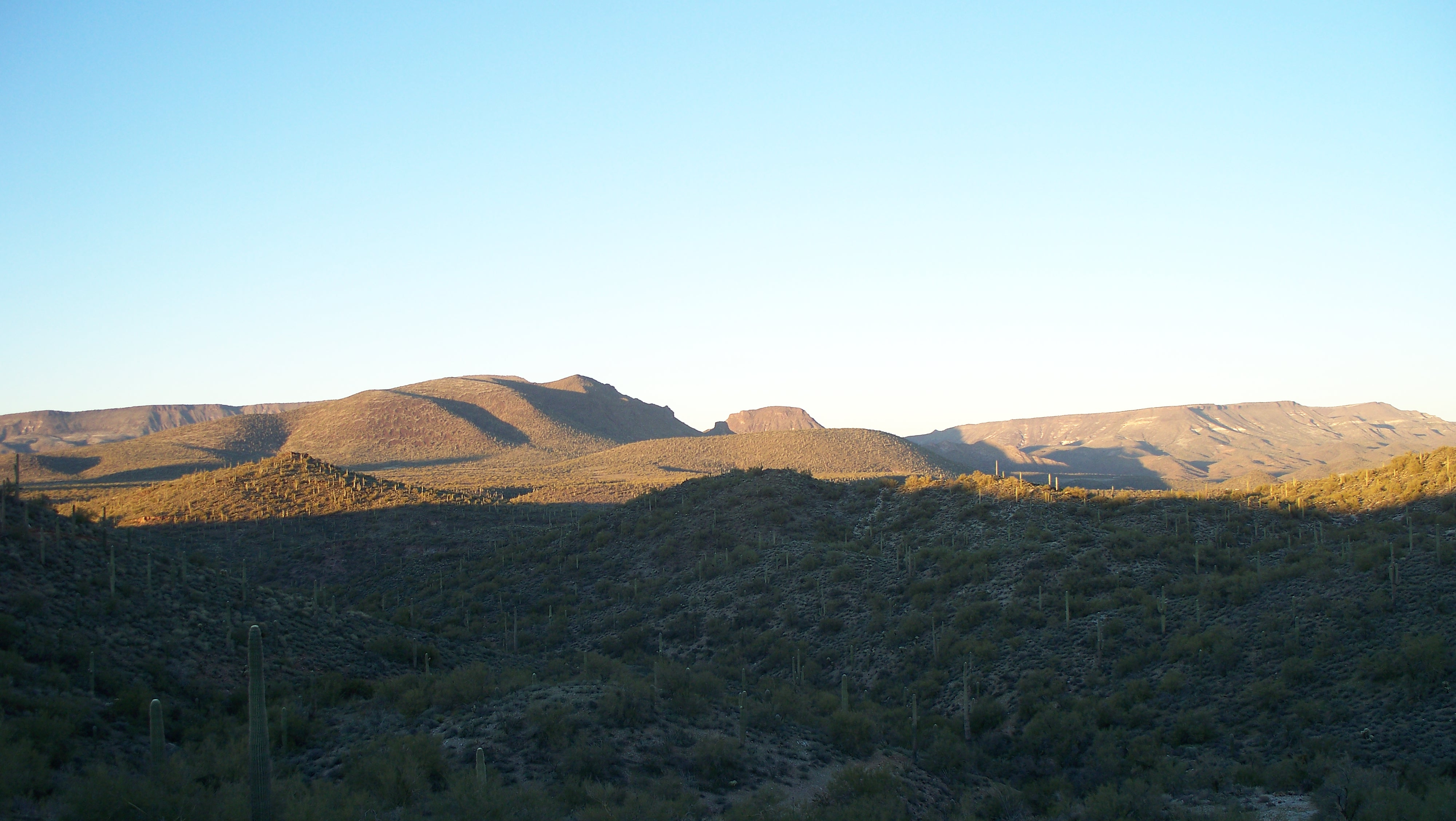
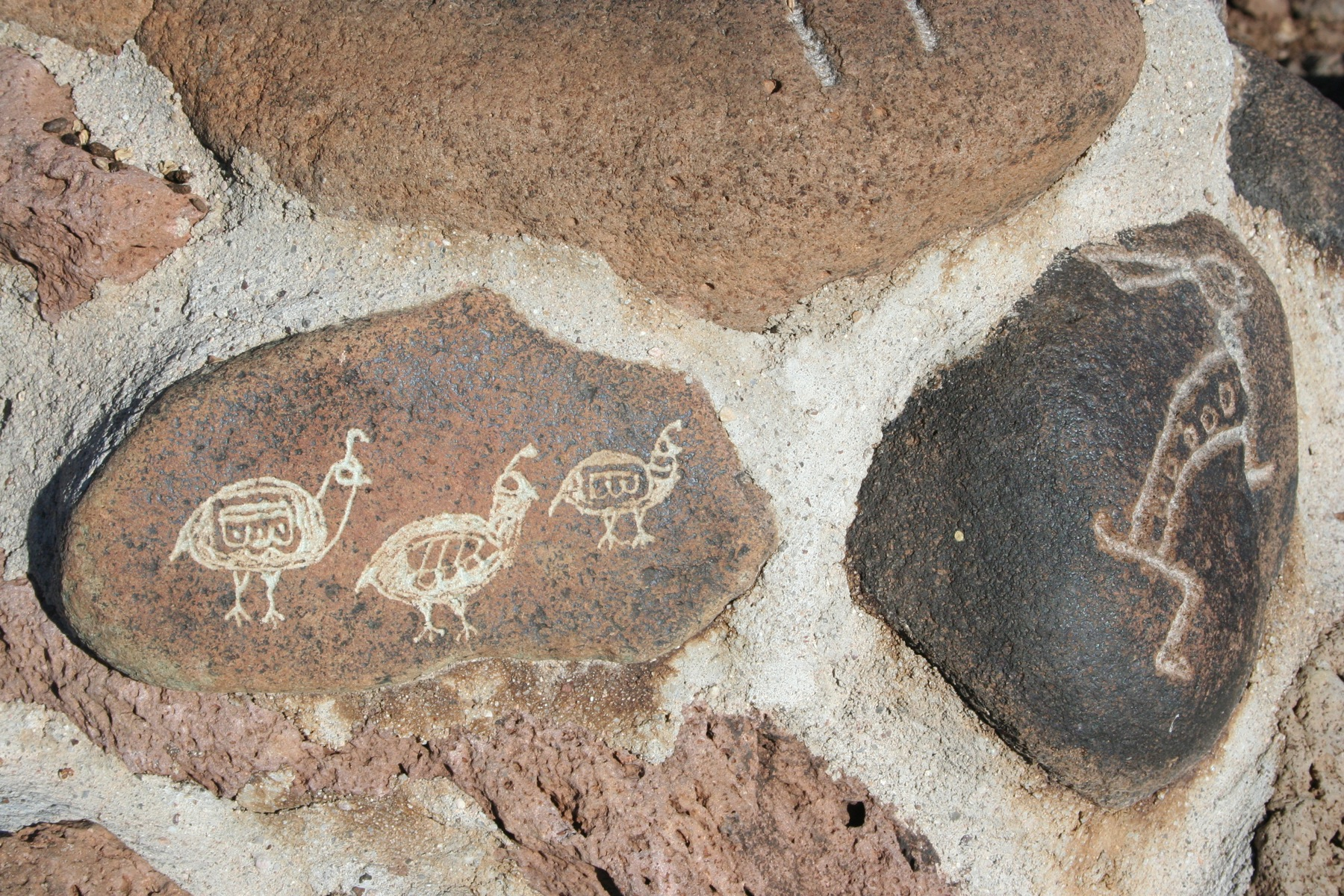
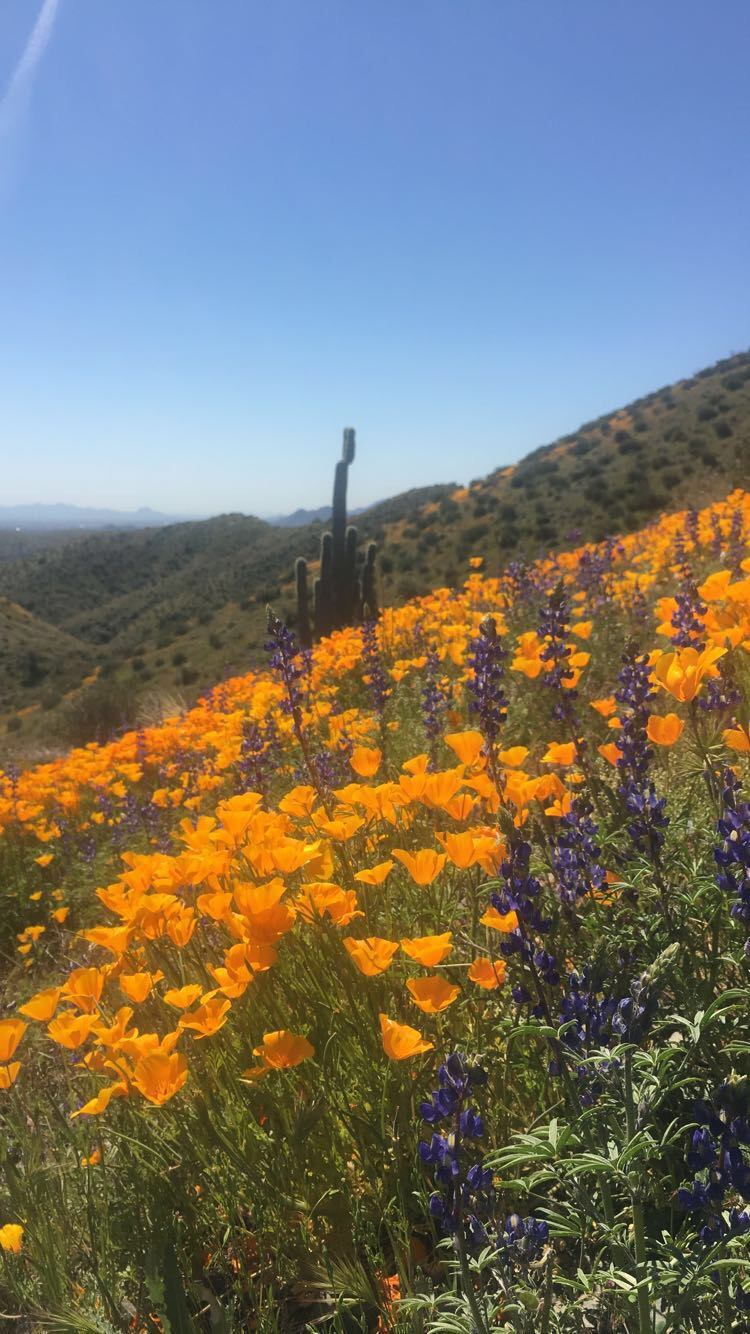
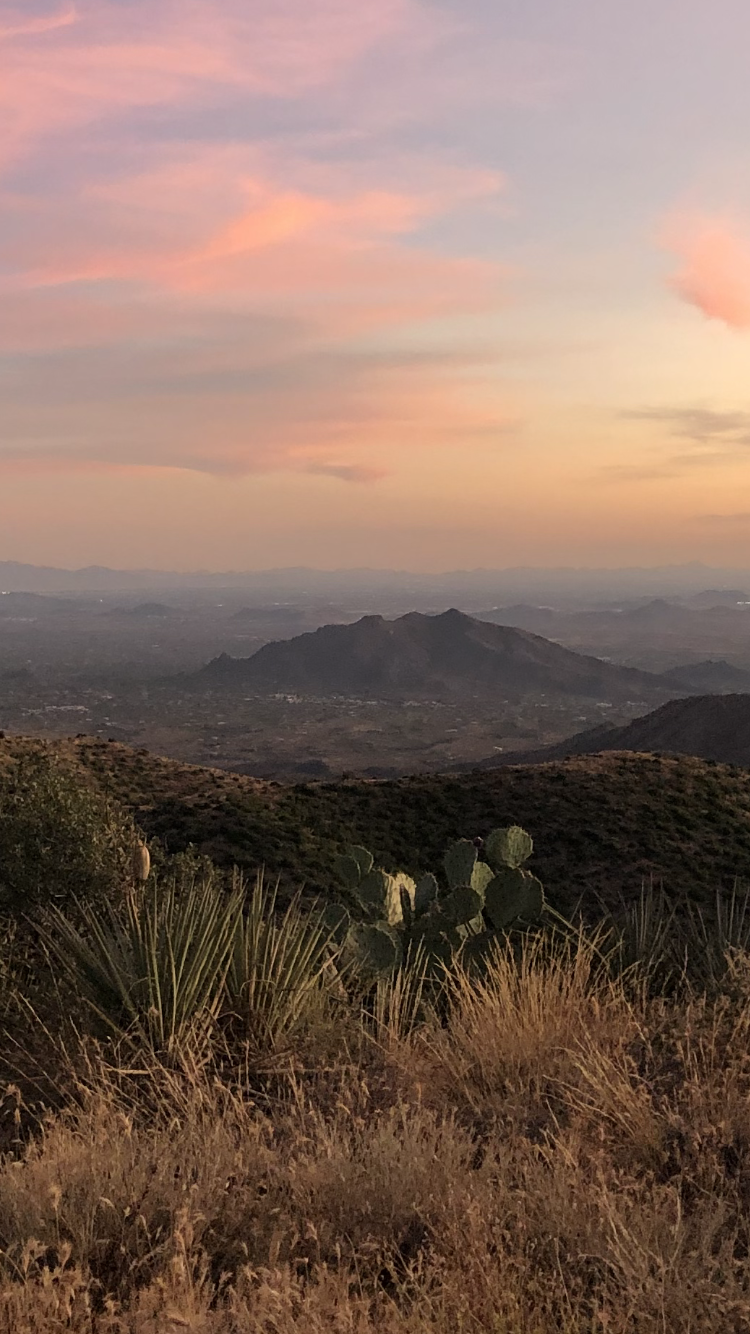
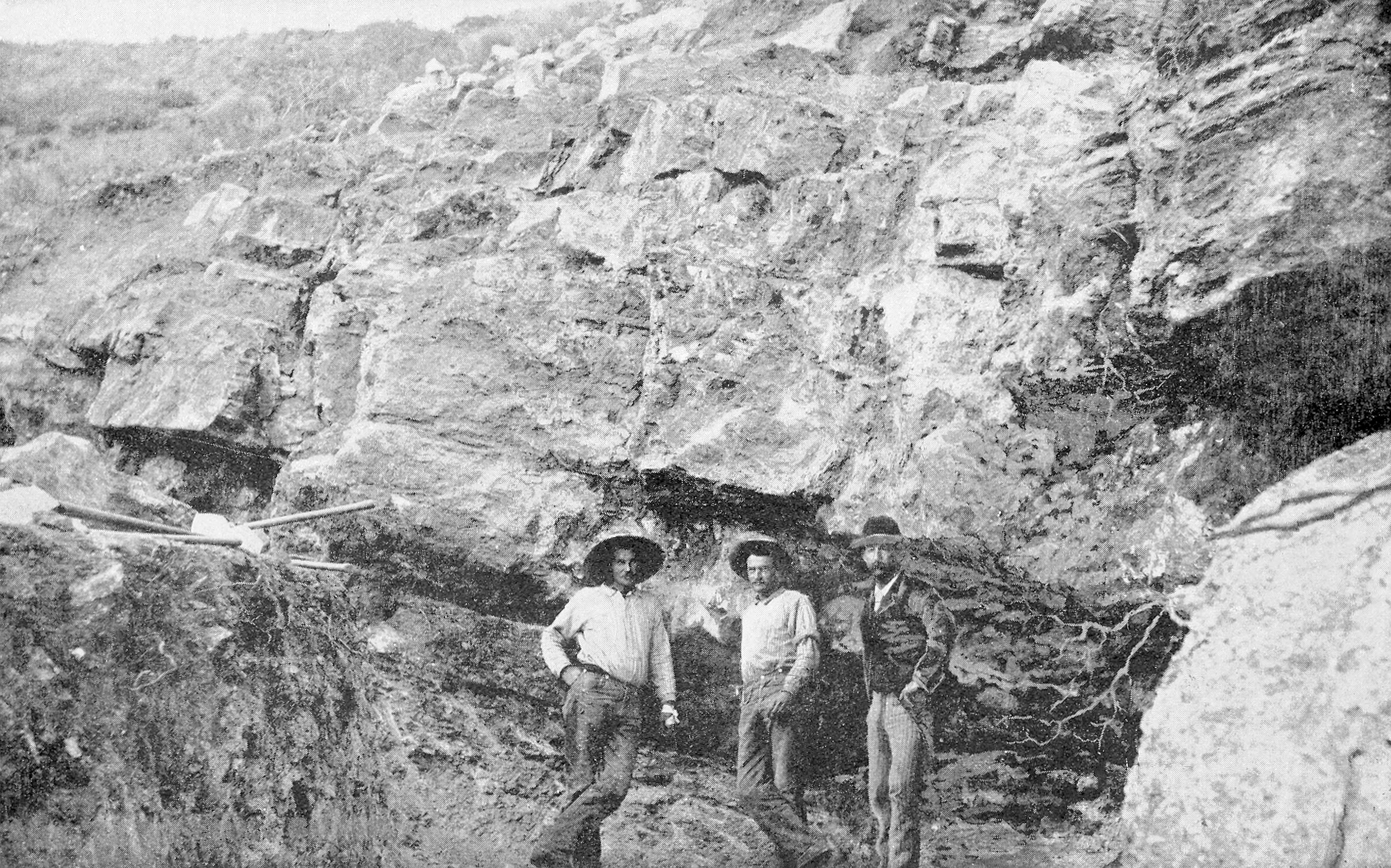

## وصلات خارجية
- http://www.cavecreek.org/
- The US50 - Cities and Towns in Arizona State
- Arizona Cities and Towns, Facts, Map, Flag, Colleges, Government, and More